# رودبار (هرازبي الجنوبي)
رودبار (بالفارسية: رودبار) هي قرية تقع في إيران في قسم هرازبي الجنوبی الريفي. يقدر عدد سكانها بـ 1,027 نسمة .